# Willem Barendsz (schip, 1931)
De Willem Barendsz (I) was het eerste Nederlandse walvisfabrieksschip dat tussen 1946 en 1955 werd gebruikt als moeder- en fabrieksschip voor negen walvisvaartexpedities in de wateren rond Antarctica voor de Nederlandsche Maatschappij voor de Walvischvaart (NMW).
Het schip was oorspronkelijk een tanker, gebouwd in 1931 onder de naam Pan Gothia door de werf Götaverken in Göteborg, van 10 409 brt. In 1945 kocht de NMW in oprichting de tanker aan om het om te bouwen tot moeder- en fabrieksschip voor de eerste Nederlandse walvisvaartexepeditie naar de Zuidpool.
Het tankschip werd door de Amsterdamsche Droogdok Maatschappij en de Nederlandsche Dok en Scheepsbouw Maatschappij omgebouwd tot drijvende traankokerij. Hiervoor werd in het achterschip een slipway aangebracht waarmee de walvissen op het hoofddek getrokken konden worden om daar verwerkt te worden. Na de verbouwing was het tonnage 10.635 brt.
De eerste Nederlandse walvisvaartexpeditie met de Willem Barendsz (I) duurde van december 1946 tot mei 1947. Op 17 december begon de vangst, op 21 mei 1947 keerde het schip terug in Amsterdam.

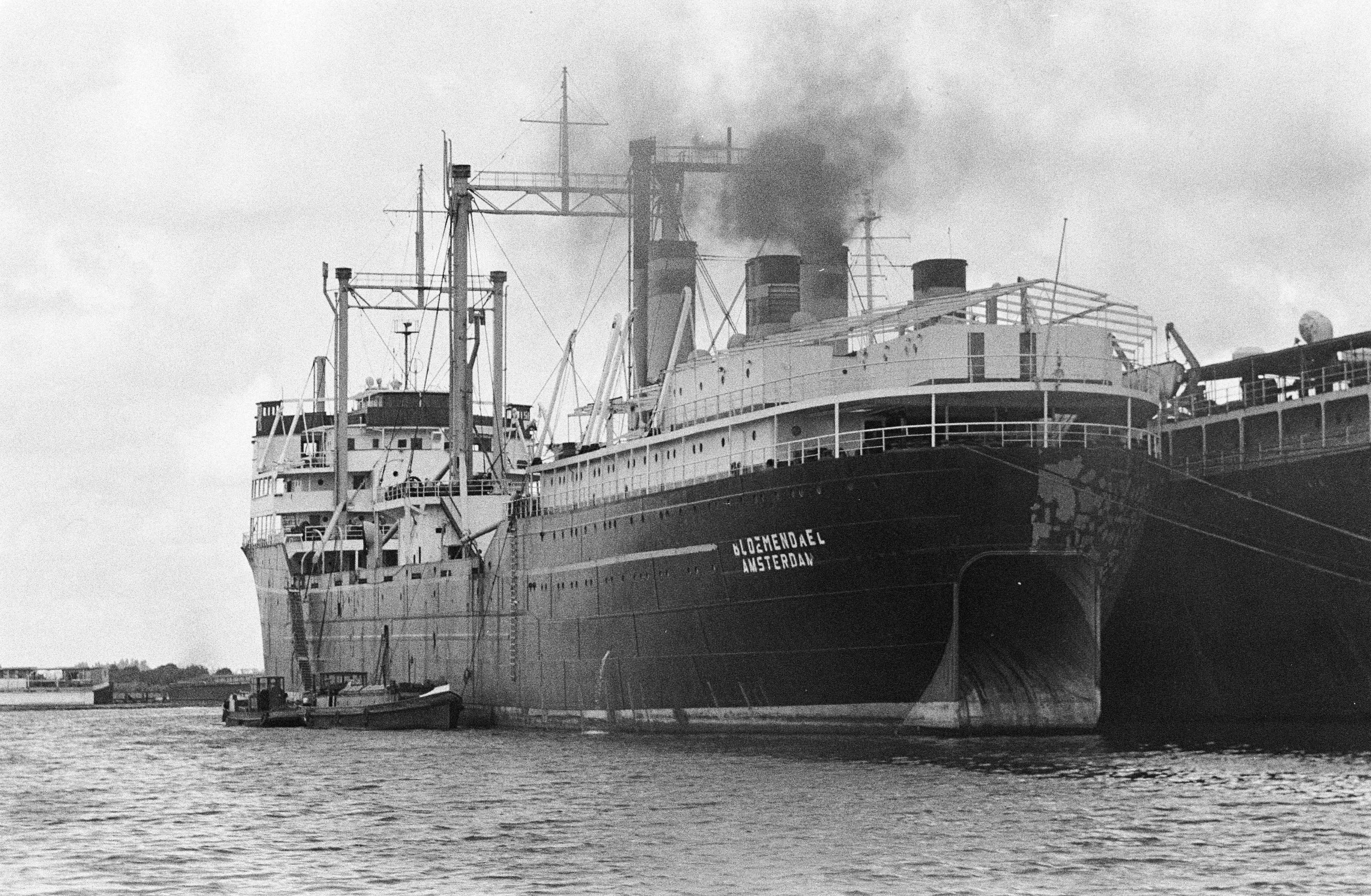
Bloemendael, 1960

In 1951 bestelde de maatschappij een nieuw schip en het seizoen 1954-1955 was het laatste waaraan de Willem Barendsz (I) als moederschip deelnam. Na de oplevering van het nieuwe schip, de Willem Barendsz (II), in juli 1955 werd het oude schip herdoopt in Bloemendael. Onder die naam bleef het schip nog tot juni 1960 voor de maatschappij in dienst in zijn oorspronkelijke functie van tanker. In het vangstseizoen voerde het als "shuttle tanker" tussen het nieuwe moederschip en de vaste wal brandstof aan en haalde traan op. Buiten het vangstseizoen werd het als tanker aan derden verhuurd.
In juni 1960 werd het schip verkocht aan Nitto Hogei KK in Tokio en omgedoopt in Nitto Maru, die het in 1964 verkochten aan Nippon Suisan KK die de naam wijzigden in Nichiei Maru. In september 1966 kwam het schip aan in Aioi (Japan) om te worden gesloopt.